# 20357 Shireendhir
20357 Shireendhir este un asteroid din centura principală de asteroizi.

## Descriere
20357 Shireendhir este un asteroid din centura principală de asteroizi. A fost descoperit pe 23 aprilie 1998 la Socorro, New Mexico, în cadrul proiectului LINEAR. Asteroidul prezintă o orbită caracterizată de o semiaxă mare de 2,76 ua, o excentricitate de 0,02 și o înclinație de 7,5° în raport cu ecliptica.